# Muralla de Pontevedra
La muralla de Pontevedra fue una fortificación de la ciudad de Pontevedra (Pontevedra), que desapareció en su mayor parte hacia finales del siglo XIX, aunque en la actualidad se conservan algunos restos, siendo el mayor el paño con almenas en la calle Arzobispo Malvar. Este paño completo tiene aproximadamente 40 metros de longitud y se puede acceder a él desde los jardines de los dos edificios del lado oeste de la avenida de Santa María.
Existen, asimismo, algunas partes que forman parte de edificaciones posteriores y que han salido a la luz en el transcurso de obras de rehabilitación de los inmuebles, como el paño al lado de la antigua puerta de Trabancas, incorporado en la rehabilitación del café Savoy.

## Historia

### Origen
La primera muralla de la ciudad fue construida en el siglo XII. La construcción de la muralla definitiva de Pontevedra se inició en el siglo XIII con la finalidad de servir de fortificación defensiva de la ciudad. Su construcción se prolongó durante el siglo XIV para terminarse finalmente en el siglo XV. No cambió su forma y fisonomía hasta su demolición, cuatro siglos después. 

### Ampliaciones
Según el historiador Juan Juega Puig la muralla de Pontevedra sufrió tres ampliaciones, la primera entre los años 1300 y 1325 y la última efectuada en los años 1450-1480.
El primer recinto amurallado acogería los alrededores de la parroquia de Santa María. El segundo planteamiento de la muralla se daría con su primera ampliación, que podría tener que ver con una generalizada fase de crecimiento de los núcleos urbanos ligados al mundo pesquero, ya que, a Pontevedra se le concedió en 1229 el privilegio de secar merluzas y venderlas por mar y tierra en todo el reino y fuera de él y también en 1238 se le otorgó a la ciudad la exclusividad de la fabricación de aceite de pescado. Surgirá una nueva parroquia, la de San Bartolomé, acogiendo más población e incrementando el territorio amurallado, transformándose el trazado inicial en forma de almendra en una planta casi circular.

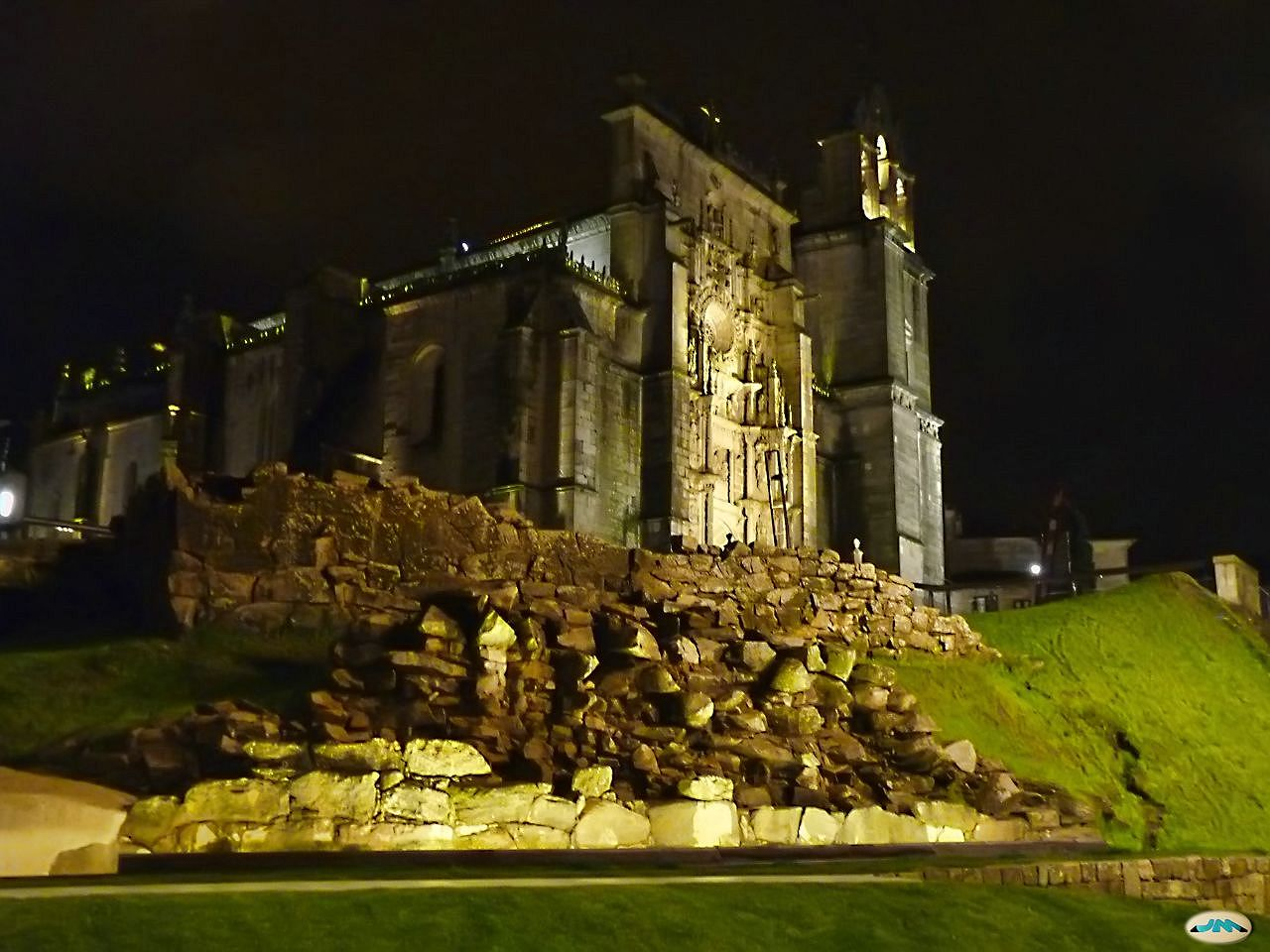
Vestigios de la muralla al lado de la basílica de Santa María

La segunda ampliación se dará entre los años 1300 y 1325. La ciudad crecía, y esa pujanza llevaba consigo, entre otras situaciones, el asentamiento de órdenes religiosas que fundaron los conventos de Santo Domingo, San Francisco y Santa Clara, y que aunque estaban situadas extramuros, respondían al aumento de almas a las que propagar la fe.
La tercera ampliación se dará a mediados del siglo XV, crecimiento que ya englobaría el Convento de San Francisco y que respondería, a tres causas, la belicosidad del momento, que planteaba mayores refuerzos defensivos; el crecimiento económico y de población, y la necesidad de nuevos espacios ante la concesión de la Feira Franca por Enrique IV de Castilla.

### Deterioro y abandono
Al disminuir las amenazas de ataques a la ciudad la muralla va perdiendo su función y utilidad, lo que contribuye en gran medida a que vayan sufriendo un abandono progresivo. Con el transcurso del tiempo y los avances militares, la muralla se quedó anticuada y poco útil para la defensa de la ciudad. El ataque inglés de Honywood en 1719 contribuyó en gran medida a su degradación.

### Desaparición

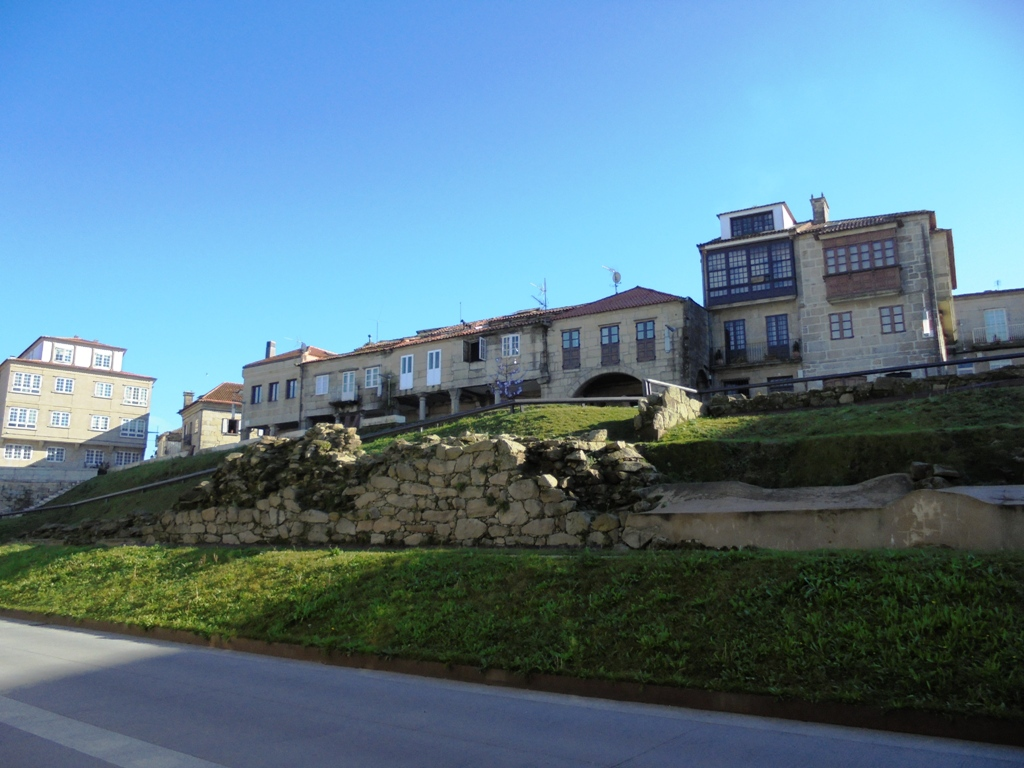
Vestigios delante del Campillo de Santa María con sus casas medievales

En 1835 fueron sustituidas cinco de las puertas de madera de la muralla debido a su mal estado de conservación. A mediados del siglo XIX y debido a las circunstancias anteriormente citadas, por acuerdo del ayuntamiento se decide su derribo para permitir la expansión de la ciudad y seguir el ejemplo de otras ciudades europeas, ya que la muralla se consideraba como algo anacrónico y las nuevas tendencias de demolición de murallas medievales daban un aire de modernidad a las nuevas tendencias de la concepción del urbanismo. Las tareas de demolición se efectuaron entre los años 1848 y 1886. La demolición de la muralla empezó por la puerta de Trabancas (paso entre la plaza de la Peregrina y de la Herrería), seguida por la puerta de Santa María en 1852 y por la puerta Galera en 1854. Posteriormente se desmanteló la puerta de Santo Domingo en 1856, que se vendió a la Hacienda Pública y se colocó en la portada del antiguo convento de San Francisco. También se demolió la torre Bastida, la torre del Oro y las fortificaciones del puente del Burgo, así como las Torres Arzobispales, que estaban en ruinas desde el ataque inglés del general de brigada Honywood en 1719 y que fueron finalmente demolidas en 1873.
De la muralla solo se salvó pues, y en parte, la puerta de Santo Domingo que fue trasladada al desamortizado convento de San Francisco, sirviendo de portada a su entrada principal.

### La muralla en la actualidad
En la actualidad sólo quedan unas pequeñas muestras de lo que fueron estos muros de defensa en su tiempo: un paño almenado en la calle Arzobispo Malvar y diversos restos arqueológicos y vestigios en su antiguo perímetro, como delante de la basílica de Santa María la Mayor o en la calle Sierra.

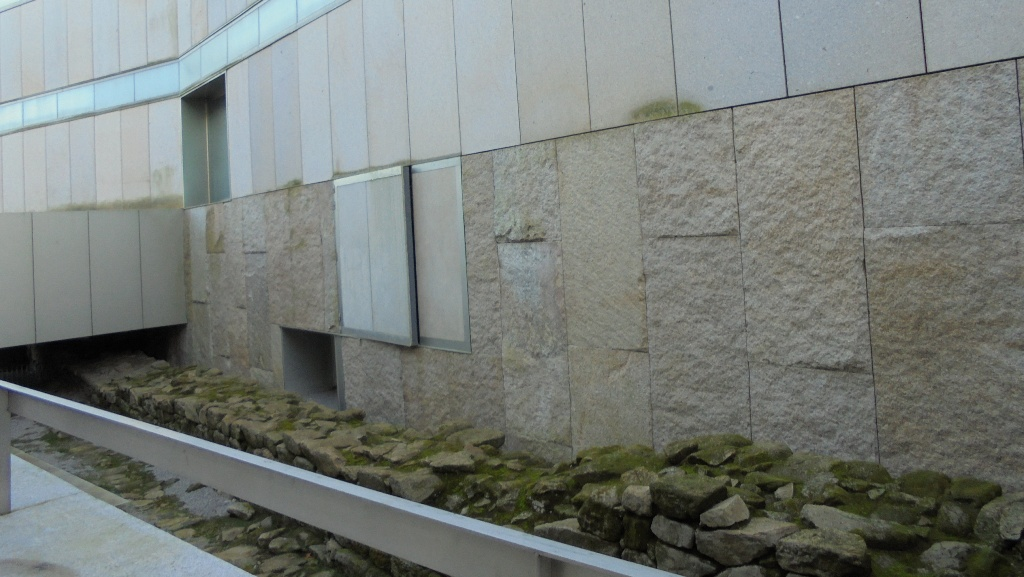
Restos de la muralla en el norte del casco antiguo, integrados en el edificio Castelao del Museo de Pontevedra.

En el siglo XXI durante diversas obras de reforma urbana en el casco antiguo de la ciudad se localizaron durante las excavaciones diversos restos de la muralla medieval de Pontevedra. Estos fueron estudiados, catalogados, y conservados y restaurados en la mayoría de los casos para pasar a formar parte del patrimonio arquitectónico de Pontevedra. Los más importantes se localizan en la calle Arzobispo Malvar delante del campillo de Santa María; se procedió a integrarlos en el paisaje urbano haciendo un paseo alrededor y zonas de césped. Asimismo se integraron en el edificio Castelao del Museo de Pontevedra, pudiéndose ver desde el exterior, restos de la muralla ya en la parte norte de la ciudad, muy cerca del río Lérez y de la plaza del Muelle. Otros restos aparecidos integran distintas construcciones del perímetro del casco antiguo y también han sido restaurados y pueden ser vistos en el caso de bajos de edificaciones con un uso público como el paño conservado en el Café Savoy y la casa modernista que perteneció a la cofradía de la Peregrina en la plaza de la Peregrina. También en la calle Michelena 20, el restaurante-tapería La Muralla, conservó integrado en el sótano otro paño de la muralla medieval, convertida en un reclamo y un elemento más de la decoración interior.

## Descripción
El recinto amurallado se organizaba en torno a dos lomas o montículos: los ocupados por la basílica de Santa María La Mayor en el oeste del casco antiguo y por el convento de San Francisco en el este.
La muralla de mampostería tenía una altura de 7 metros y estaba rematada por una hilera de almenas y un camino de ronda o adarve en todo su recorrido. Este adarve tenía dos metros de ancho. La muralla estaba jalonada por numerosas torres y defensas y su perímetro alcanzaba los 2.170 metros de longitud. La Torre probablemente más conocida fuese la Torre de la Bastida, situada en el solar que ocupa hoy el edificio decimonónico de la casa consistorial. En la parte exterior se encontraba un foso.

### Puertas

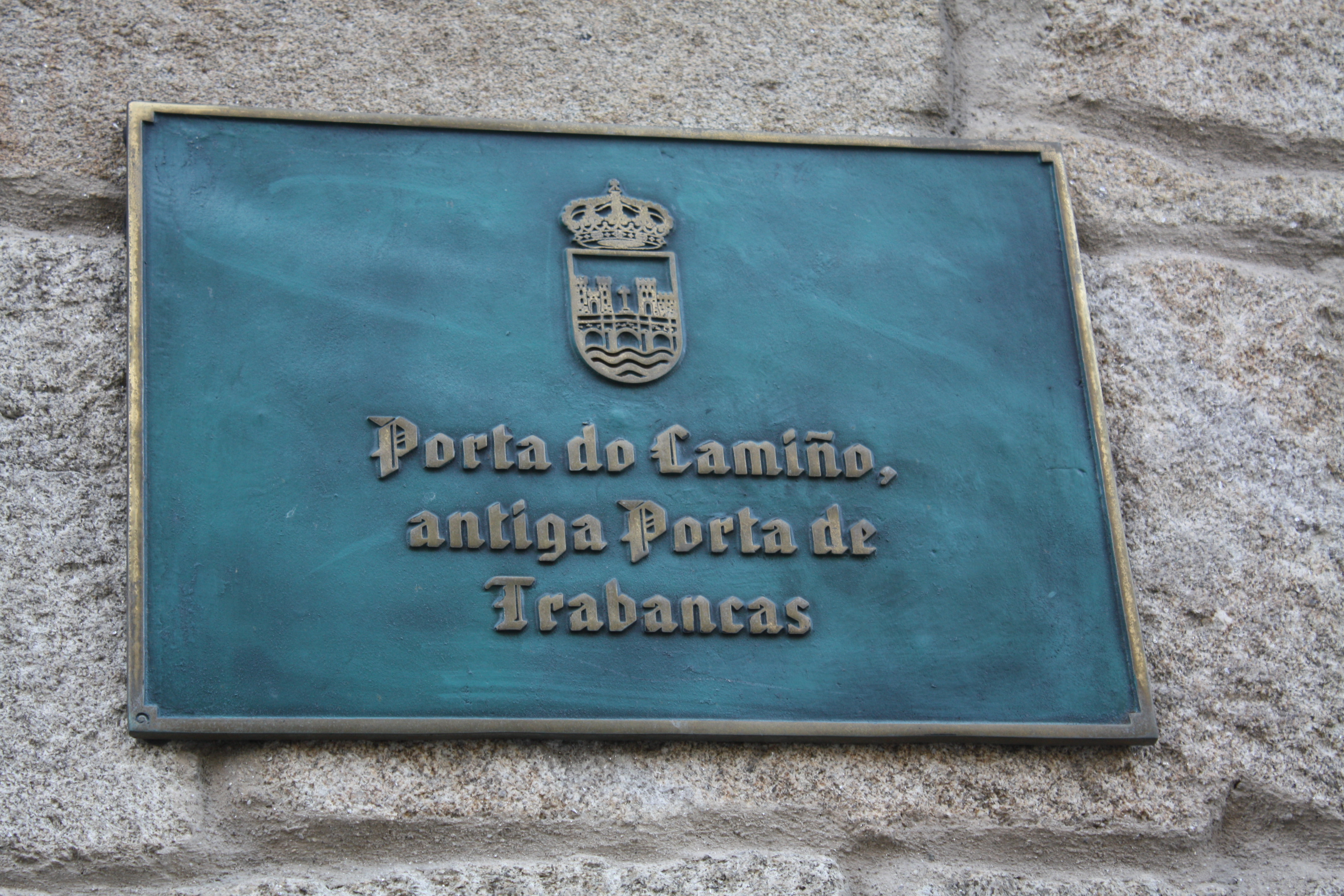
Placa que recuerda el lugar en el que estuvo la puerta de Trabancas, por la que entraba el Camino de Santiago Portugués en la ciudad amurallada.

La muralla tenía 4 grandes puertas y 7 postigos junto a las puertas.
Las cuatro puertas principales de la ciudad eran:
- Puerta de Santa María: se situaba al lado de la basílica de Santa María.
- Puerta de Santo Domingo: estaba muy cerca del convento de los dominicos,en la actualidad ruinas de Santo Domingo. Comunicaba con el barrio de pescadores de A Moureira.
- Puerta de Trabancas: unía la plaza de la Herrería con la plaza de la Peregrina.
- Puerta de Rocheforte: se abría a la calle de Santa Clara en la que se encuentra el convento gótico de las clarisas. Comunicaba con el camino de Castilla.

A estas se añadirían otras dos puertas (la puerta Galera y puerta del Ribeiro), la del puente, al lado del puente del Burgo y la del Barón, cerca del actual parador de Turismo de Pontevedra.
Este complejo defensivo se completaba con Torres Fortificadas a lo largo de su perímetro. Estas eran:
- Las Torres Arzobispales. Estaban cercanas a la basílica de Santa María La Mayor.
- La Torre del Oro. En la parte norte de la muralla, en la confluencia de lo que hoy son las calles Sierra y Padre Amoedo. Su nombre deriva del hecho de que al parecer estaba hecha a semejanza de la Torre del Oro de Sevilla.
- La Torre Bastida. Un torreón defensivo que estaba en el solar de la actual Casa consistorial de Pontevedra.
- Dos torres más entre las puertas de Trabancas y Rocheforte.
- Otras dos torres más a las orillas del río Lérez.

Se recrea la reconstrucción de las puertas principales de la muralla de Pontevedra durante la Feira Franca, fiesta medieval que se celebra todos los años en el primer fin de semana de septiembre y que conmemora la venta libre de impuestos durante una Feria Franca otorgada a la ciudad por el rey Enrique IV en el siglo XV.

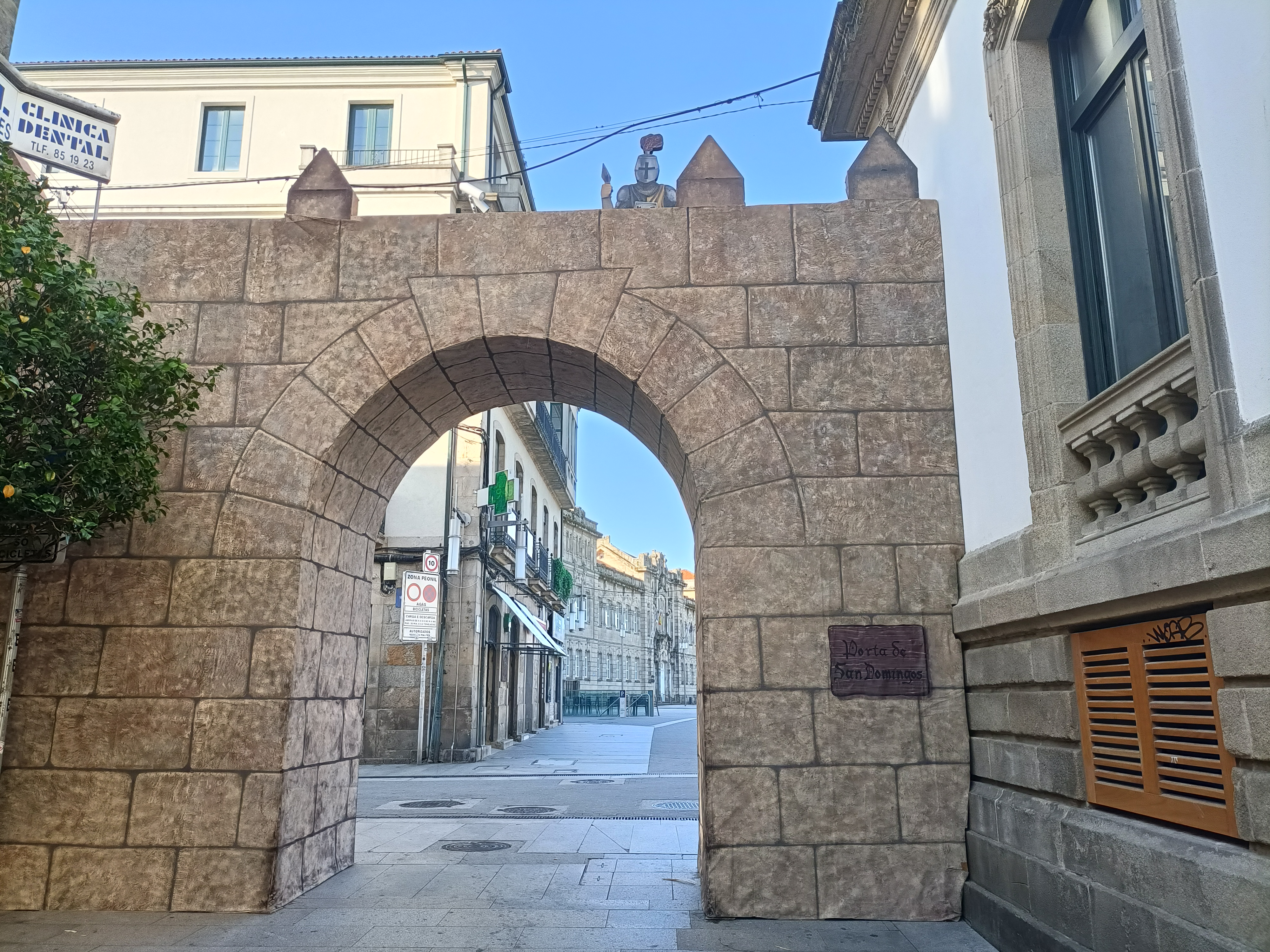
Recreación de la Puerta de Santo Domingo durante la Feira Franca de Pontevedra.

### Influencia en el urbanismo
Tras la construcción de la muralla, el tejido urbano quedó ceñido dentro del límite de la misma, lo cual marcó el tamaño de los edificios e incluso su altura, ya que los de más de tres plantas se veían como una amenaza para el sistema defensivo. Las principales puertas de la Muralla de Pontevedra marcan los ejes de comunicación de la ciudad con los cuatro puntos cardinales.

### Funciones

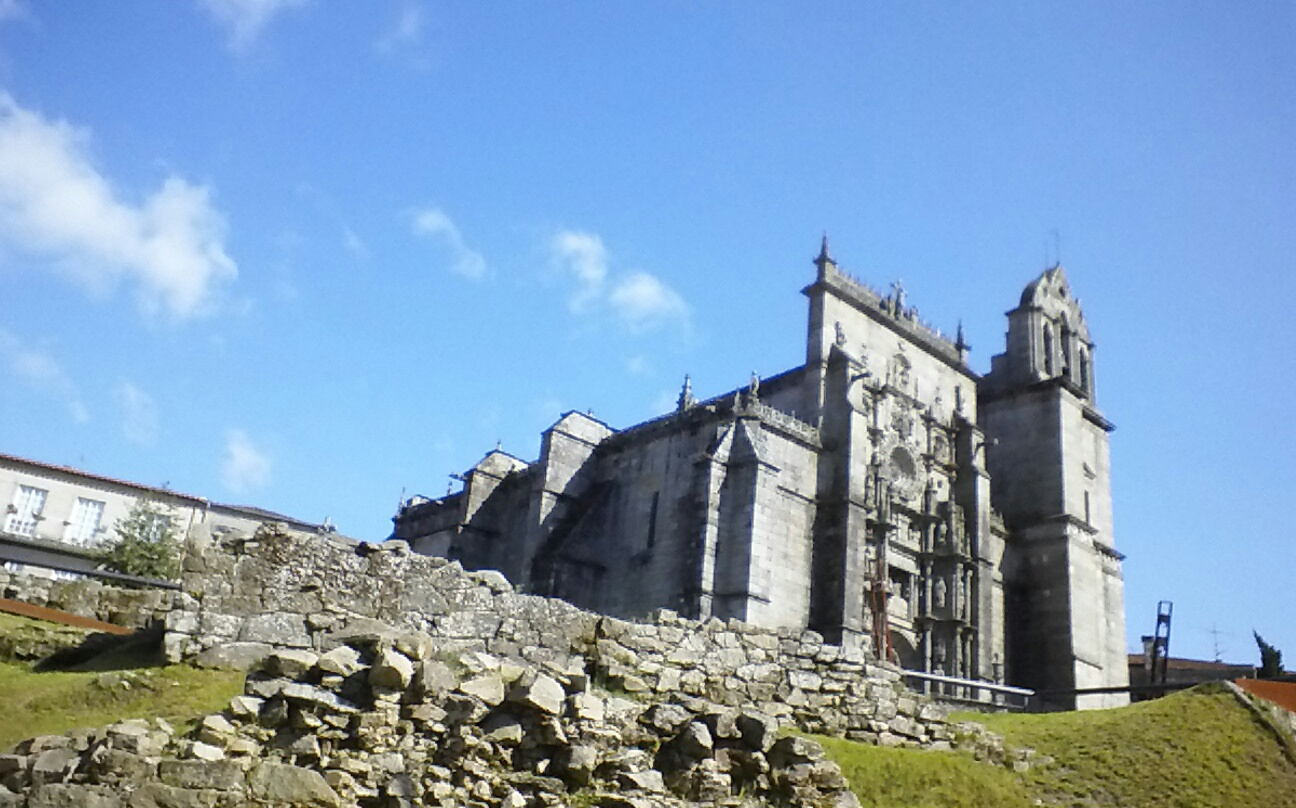
Restos de la muralla muy cerca de la antigua puerta de Santa María

Las funciones de la muralla eran diversas: protección frente a los enemigos, pero también frente a las epidemias no permitiendo traspasar las puertas a los infectados. También poseía una función moral, como la de disponer que las mujeres de partido ejercieran su actividad fuera del recinto intramuros: en Pontevedra se localizaba en el solar que, andando el tiempo, se empleó para levantar la iglesia de la Virgen Peregrina. 
Con todo, la función más importante de la muralla era la de proteger el tránsito de mercancías, base de las fiscalidad: los dos productos básicos de la economía pontevedresa, el vino del Ribeiro de Avia y la sardina otoñal capturada por los cercos, debía sujetarse a unos itinerarios inamovibles.
En Pontevedra el vino solo podía introducirse por la puerta de Santa Clara, que comunicaba con el Camino Vello de Castela, por donde introducían los arrieros a lomos de mulas y en pellejos adobados los caldos de Avia; la puerta de Trabancas, que abría la plaza de la Ferrería al Camino de Santiago Portugués, comunicaba con los viñedos del Bajo Miño; aprovechando las facilidades que ofrecía la Depresión Gallega, sus transportistas empleaban carros de dos bueyes y otras tantas ruedas, que transportaba cada uno una pipa de vino.
Los tratantes de pescado también tenían señaladas estas dos puertas y la puerta del Ribeiro y la del Puente del Burgo; eran arrieros que transportaban en el viaje de retorno cargas de pescado curado al interior del país, envasado en banastas o canastas, nunca pipas o botas. Este medio de control sobre el tránsito por tierra de los dos principales productos comerciales poseía la suficientemente efectividad para que los arrendadores de las rentas reales, en 1594, demandaran al concejo que mantuviera vigente esta antigua costumbre.